# Der Steinerne Schlüssel
Der Steinerne Schlüssel (Sprockhoff Nr. 852) ist ein ost-west-orientierter, etwa 4,9 Meter langer Rest einer trapezoiden (von 2,0 auf 1,4 Meter Breite) Steinkammer, ohne Überreste einer Einfassung oder eines Hügels. Dieses Großsteingrab der Nordischen Megalitharchitektur liegt an der Straße der Megalithkultur, nämlich etwa einen Kilometer südsüdwestlich des Meppener Ortsteils Apeldorn im niedersächsischen Emsland – unmittelbar östlich der Landesstraße L61 nach Meppen. 

## Beschreibung
Die Mitte der Kammer ist gestört. Von den ursprünglich drei Decksteinen sind nur die äußeren in situ erhalten. Die Anlage hat acht Tragsteine. Sieben sind in situ, einer ist versetzt. Überreste des Ganges, der die Anlage als ein für die Region typisches Ganggrab der Trichterbecherkultur (TBK), entstanden zwischen 3500 und 2800 v. Chr., ausweist, sind zwei Steine vor der südlichen Langseite. Im Jahre 1864 fand J. H. Müller bei einer oberflächlichen Untersuchung der Kammer zerscherbte Keramik. 
Der Name „Steinerner Schlüssel“ ist laut Claudia Liebers aus der volkstümlichen Vorstellung erklärbar. Man glaubte, dass Säuglinge mittels eines Schlüssels aus Steinen herausgeholt werden könnten.